# Провулок Левченка (Київ)
Провулок Ле́вченка — зниклий провулок, що існував у Подільському районі міста Києва, місцевість Пріорка. Пролягав від вулиці Левченка до проспекту «Правди».

## Історія
Провулок виник, ймовірно, наприкінці XIX — на початку XX століття, мав назву Жеребйовський (Жеребієвський). Назву Левченка провулок отримав у 1938 році, на честь льотчика, штурмана Віктора Левченка.
Ліквідований у зв'язку зі зміною забудови в 1-й половині 1980-х років.